# Sylver (УВП)
Sylver (от фр. système de lancement vertical — система вертикального пуска) — корабельная установка вертикального пуска (УВП) ракет, разработанная французской компанией Naval Group (ранее DCNS). 
Выпускаются установки четырёх типоразмеров в зависимости от максимальной длины запускаемой ракеты: 
модели A-35 и A-43 предназначены для ЗУР самообороны, 
A-50 — для ЗУР средней дальности системы PAAMS, 
A-70 — для ударных крылатых ракет SCALP. 
Индекс модели соответствует длине ракеты в дециметрах.

## Конструкция
Установки состоят из модулей по 8 ячеек в каждом, кроме A-35, модули которой рассчитаны на 4 ячейки. Модуль из 8 ячеек занимает на палубе площадь 6 м². Внутренние размеры ячейки 60×56 см, каждая ячейка имеет свой собственный газоотводный канал. В каждой ячейке УВП располагается контейнер с одной ракетой, либо с четырьмя ракетами «Кроталь-NG» (VT1).
Первоначально УВП разрабатывалась для вертикального пуска ракет «Aster». Вместе с этой ракетой она является главным компонентом системы ПВО PAAMS. Время пуска восьми ракет составляет 10 секунд.
ВМС Франции начал исследования по доработке ракеты SCALP EG для запуска из УВП Sylver. Эта ракета даст французскому флоту возможность нанесения ударов по береговым объектам, сравнимую с американской ракетой «Томагавк». Перспективами оснащения флота ракетами SCALP заинтересовалась Великобритания, планирующая оснастить этими ракетами эсминцы типа 45, хотя установленные на этих кораблях УВП модели A—50 не предназначены для ракет такого размера.
Палубная плита, люки ячеек и люк газоотводного канала — бронированные и герметичные. Наработка на отказ — более 12 000 часов, время перезарядки установки на 8 ячеек — 90 минут.

## Типы ракет
По информации с официального сайта компании Naval Group.
| Модель | Mica VL | 4 × VT1 | Aster 15 | Aster 30 | SCALP Naval |
| ------ | ------- | ------- | -------- | -------- | ----------- |
| A-35   | +       | +       | –        | –        | –           |
| A-43   | +       | +       | +        | –        | –           |
| A-50   | +       | +       | +        | +        | –           |
| A-70   | –       | –       | +        | +        | +           |

## Установки на кораблях
- Авианосец «Шарль де Голль»
- Авианосец «Кавур»
- Фрегаты типа «Формидэбл»
- Фрегаты типа «Аквитания» (FREMM)
- Фрегаты типа «Карло Бергамини» (FREMM)
- Эсминцы типа «Форбин» («Горизонт»)
- Эсминцы типа «Андреа Дориа» («Горизонт»)
- Фрегаты типа «Лафайет»
- Эсминцы типа 45